# Sabino Iannuzzi

Bischofswappen von Sabino Iannuzzi

Sabino Iannuzzi OFM (* 24. August 1969 in Avellino) ist ein italienischer Ordensgeistlicher und römisch-katholischer Bischof von Castellaneta.

## Leben
Sabino Iannuzzi trat nach einer Ausbildung zum Buchhalter als Postulant der Ordensprovinz der Franziskaner von Sannio-Irpinia bei. Am 23. September 1990 begann er das Noviziat, legte am 22. Oktober 1994 die ewige Profess ab und empfing am 24. Juni 1995 das Sakrament der Priesterweihe.
Nach weiteren Studien erwarb er 2006 an der Katholischen Universität vom Heiligen Herzen in Mailand einen Mastergrad in Leitung, Verwaltung und Steuerung kirchlicher Körperschaften. Anschließend absolvierte er den von der italienischen Bischofskonferenz initiierten Ausbildungskurs für Kommunikations- und Kulturförderung. Im Jahr 2008 erwarb er ein Lizenziat in Pastoraltheologie.
Ab 2007 war er für zwei Amtszeiten Provinzialminister der Provinz Sannio-Irpinia. Er war Sekretär und Schatzmeister der italienischen Konferenz der Farnziskanerprovinziale, der er von 2013 bis 2016 als Präsident vorstand. Von 2015 bis 2017 war er Präsident der europäischen Franziskanerunion. Im Erzbistum Benevent war er als Religionslehrer und Rektor des Diözesanheiligtums Ss. Gesù Bambino di Praga tätig. Er war Mitglied des Priesterrates und des Konsultorenkollegiums des Erzbistums und einer der Rechnungsprüfer des Diözesaninstituts zur Unterstützung des Klerus. Zuletzt war er Bischofsvikar für das geweihte Leben und Rektor der Basilika der heiligen Annunziata und Antonius in Vitulano.
Am 5. März 2022 ernannte ihn Papst Franziskus zum Bischof von Castellaneta. Die Bischofsweihe spendete ihm der Erzbischof von Benevent, Felice Accrocca, am 14. Mai desselben Jahres im Sportpalast Pala Tedeschi in Benevent. Mitkonsekratoren waren  der Sekretär der Kongregation für die Institute geweihten Lebens und für die Gesellschaften apostolischen Lebens, Erzbischof José Rodríguez Carballo OFM, und der Erzbischof von Catanzaro-Squillace, Claudio Maniago. Die Amtseinführung im Bistum Castellaneta fand am 15. Juni 2022 statt.